# 科利奇芒德 (密蘇里州)
科利奇芒德（英語：College Mound）是位於美國密蘇里州梅肯縣的非建制地區。

## 歷史
科利奇芒德的郵局於1858年設立，其後於1965年停運。

## 地理
科利奇芒德所處的海拔為高於海平面257米（即843英呎），而該地所採用的時區為UTC-6，即北美中部時區（CST）。同時該地設有夏令時間，為UTC-6調快一小時，即UTC-5（CDT）。